# Life Is Sweet (The Chemical Brothers)
Life Is Sweet è un singolo del duo di musica elettronica britannico The Chemical Brothers, pubblicato nel 1995 ed estratto dal loro primo album Exit Planet Dust. Il brano vede la collaborazione del cantante britannico Tim Burgess, membro del gruppo The Charlatans.

## Tracce
- CD 1

1. Life Is Sweet (Album Version) – 6:34
2. Life Is Sweet (Remix 2) – 6:16
3. Life Is Sweet (Daft Punk Remix) – 8:39
4. Leave Home (Terror Drums) – 3:46

- CD 2

1. Life Is Sweet (Remix 1) – 7:05
2. If You Kling to Me I'll Klong to You – 5:24
3. Chico's Groove (Mix 2) – 4:03

## Classifiche
| Classifiche (1995) | Posizione massima |
| ------------------ | ----------------- |
| Regno Unito        | 25                |